# فرودگاه فاکس لیک
فرودگاه فاکس لیک (به انگلیسی: Fox Lake Airport) یک فرودگاه خصوصی است که یک باند فرود ماسه و شن دارد و طول باند آن ۱۰۶۷ متر است. این فرودگاه در کشور کانادا قرار دارد و در ارتفاع ۲۵۹ متری از سطح دریا واقع شده است.